# Тайланд Мастърс (снукър)
„Тайланд Мастърс“ (на английски: Thailand Masters) е професионално състезание по снукър. В миналото турнирът се е провеждал и под имената Открито първенство на Тайланд и Открито първенство на Азия.
Първото състезание е проведено през 1989 г. и е спечелено от Стивън Хендри. Това е турнир за световната ранглиста през цялото му съществуване от 1989 до 2002 г.
Местна звезда в снукъра е Джеймс Уатана, който има много добро представяне в това състезание като два пъти се е класирал на първо място. В двата си спечелени финала той се изправя срещу Стив Дейвис през 1994 г. и срещу Рони О'Съливан през 1995 г.

## Победители
| Година                        | Победител     | Опонент        | Краен резултат | Сезон     |
| ----------------------------- | ------------- | -------------- | -------------- | --------- |
| Открито първенство на Азия    |               |                |                |           |
| 1989                          | Стивън Хендри | Джеймс Уатана  | 9 – 6          | 1989/1990 |
| 1990                          | Стивън Хендри | Денис Тайлър   | 9 – 3          | 1990/1991 |
| 1992                          | Стив Дейвис   | Алан МакМанъс  | 9 – 3          | 1991/1992 |
| 1993                          | Дейв Харолд   | Дарън Морган   | 9 – 3          | 1992/1993 |
| Открито първенство на Тайланд |               |                |                |           |
| 1994                          | Джеймс Уатана | Стив Дейвис    | 9 – 7          | 1993/1994 |
| 1995                          | Джеймс Уатана | Рони О'Съливан | 9 – 6          | 1994/1995 |
| 1996                          | Алан МакМанъс | Кен Дохърти    | 9 – 8          | 1995/1996 |
| 1997                          | Питър Ебдън   | Найджъл Бонд   | 9 – 7          | 1996/1997 |
| Тайланд Мастърс               |               |                |                |           |
| 1998                          | Стивън Хендри | Джон Парот     | 9 – 6          | 1997/1998 |
| 1999                          | Марк Уилямс   | Алан МакМанъс  | 9 – 7          | 1998/1999 |
| 2000                          | Марк Уилямс   | Стивън Хендри  | 9 – 5          | 1999/2000 |
| 2001                          | Кен Дохърти   | Стивън Хендри  | 9 – 3          | 2000/2001 |
| 2002                          | Марк Уилямс   | Стивън Лий     | 9 – 4          | 2001/2002 |

| Портал | В Портал Снукър можете да намерите още много страници за снукър. |